# Scott Bakula
Scott Stewart Bakula (St. Louis, 1954. október 9. –) Golden Globe-díjas amerikai színész, filmproducer.
A Quantum Leap – Az időutazó című televíziós sorozatban alakított Dr. Sam Beckett szerepével vált híressé. Ennek az alakításnak köszönheti Golden Globe-díját legjobb férfi főszereplő (drámasorozat) kategóriában. A sorozattal négy további Primetime Emmy-díjra is jelölték.
Szintén jelentős szerepet töltött be Jonathan Archer kapitányként a Star Trek: Enterprise című sorozatban. A 2010-es évek közepétől az NCIS: New Orleans főszereplője volt.

## Fiatalkora
St. Louisban, Missouri államban született, Sally és Stewart J. Bakula fiaként. Apai ágról cseh, anyai ágról német származású, továbbá oldalágakon rendelkezik velszi, angol és skót gyökerekkel is. A Kirkwood-i középiskolában diplomázott le 1973-ban. Középiskolás korában labdarúgásban, teniszben, és színjátszásban jeleskedett. Továbbá, szintén középiskolás korában a Kirkwood-i Evangélikus Templomban ministrált.

## Filmográfia

### Film
| Év   | Magyar cím                     | Eredeti cím                          | Szerep                      | Magyar hang            |
| ---- | ------------------------------ | ------------------------------------ | --------------------------- | ---------------------- |
| 1990 | Házinyúlra nem lövünk          | Sibling Rivalry                      | Harry Turner                | Ujréti László          |
| 1990 | Házinyúlra nem lövünk          | Sibling Rivalry                      | Harry Turner                | Schnell Ádám           |
| 1990 | Házinyúlra nem lövünk          | Sibling Rivalry                      | Harry Turner                | Dányi Krisztián        |
| 1991 | Rögbi bunda                    | Necessary Roughness                  | Paul Blake                  | Gesztesi Károly        |
| 1991 | Rögbi bunda                    | Necessary Roughness                  | Paul Blake                  | Kálid Artúr            |
| 1994 | Az éj színe                    | Color of Night                       | Bob Moore                   | Kálid Artúr            |
| 1994 | A megszállottság törvénye      | A Passion to Kill                    | Dr. David Lawson            | Sinkovits-Vitay András |
| 1995 | Az illuzionista (A látszat öl) | Lord of Illusions                    | Harry D'Amour               |                        |
| 1995 | Az én családom                 | My Family                            | David Ronconi               |                        |
| 1997 | A macskák nem táncolnak        | Cats Don't Dance                     | Danny (hangja)              | Kálloy Molnár Péter    |
| 1998 | A nagy csapat 3.               | Major League: Back to the Minors     | Gus Cantrell                | Háda János             |
| 1998 | A nagy csapat 3.               | Major League: Back to the Minors     | Gus Cantrell                | Tokaji Csaba           |
| 1998 | A nagy csapat 3.               | Major League: Back to the Minors     | Gus Cantrell                | Jakab Csaba            |
| 1999 | Amerikai szépség               | American Beauty                      | Jim Olmeyer                 | Megyeri János          |
| 1999 |                                | Luminarias                           | Joseph                      |                        |
| 2000 | Minden gyanú felett            | Above Suspicion                      | James Stockton              |                        |
| 2001 | Az élet háza                   | Life as a House                      | Kurt Walker rendőr          | Juhász György          |
| 2002 | A bombaszerep                  | Role of a Lifetime                   | Bobby Cellini / Buck Steele |                        |
| 2009 | Az informátor!                 | The Informant!                       | Brian Shepard FBI-ügynök    | Epres Attila           |
| 2009 |                                | Guys and Dolls at the Hollywood Bowl | Nathan Detroit              |                        |
| 2011 | Forráskód                      | Source Code                          | Colter apja (hangja)        | Bartók László          |
| 2011 |                                | The Captains (dokumentumfilm)        | önmaga                      |                        |
| 2013 | Földrajz szakkör               | Geography Club                       | Carl Land                   |                        |
| 2013 |                                | Enter the Dangerous Mind             | Kevin                       |                        |
| 2014 |                                | Elsa & Fred                          | Raymond Hayes               |                        |
| 2016 |                                | Me Him Her                           | Mr. Ehrlick                 |                        |
| 2016 | Forró nyár                     | Summertime                           | Paul apja                   |                        |
| 2017 | Kalandok keleten               | Basmati Blues                        | Eric                        | Jakab Csaba            |
| 2023 |                                | Divinity                             | Sterling Pierce             |                        |

### Televízió
Tévéfilmek
| Év   | Magyar cím                           | Eredeti cím                                              | Szerep                 | Magyar hang     |
| ---- | ------------------------------------ | -------------------------------------------------------- | ---------------------- | --------------- |
| 1987 |                                      | The Last Fling                                           | Drew                   |                 |
| 1992 |                                      | In the Shadow of a Killer                                | David Mitchell nyomozó |                 |
| 1993 | Küldetés: A 771-es járat megmentése  | Mercy Mission: the Rescue of Flight 771                  | Jay Parkins            |                 |
| 1993 |                                      | For Goodness Sake (rövidfilm)                            | Henry                  |                 |
| 1994 |                                      | Nowhere to Hide                                          | Kevin Nicholas         |                 |
| 1994 |                                      | Men, Movies & Carol                                      | önmaga                 |                 |
| 1995 |                                      | Prowler                                                  | Jack Harcher           |                 |
| 1996 |                                      | The Bachelor's Baby                                      | Jake Henry             |                 |
| 1999 | Gyilkos rekord                       | Mean Streak                                              | Lou Mattoni nyomozó    | Széles László   |
| 1999 | Komputerzsaruk                       | NetForce                                                 | Alex Michaels          |                 |
| 2000 |                                      | Father Can't Cope                                        | Wes Harrison           |                 |
| 2000 | A gyilkos lánya                      | In the Name of the People                                | John Burke             |                 |
| 2000 | Papa angyalkái                       | Papa's Angels                                            | Grins Jenkins          | Sótonyi Gábor   |
| 2000 | Ebigazság – Az ember legjobb barátja | The Trial of Old Drum                                    | George Graham Vest     |                 |
| 2001 | Női titkok                           | A Girl Thing                                             | Paul Morgan            |                 |
| 2001 |                                      | Late Boomers                                             | Teddy Barnett          |                 |
| 2001 | Amit a lányoknak tudniuk kell        | What Girls Learn                                         | Nick                   | Jakab Csaba     |
| 2001 | Amit a lányoknak tudniuk kell        | What Girls Learn                                         | Nick                   | Szakácsi Sándor |
| 2003 |                                      | The Ticket (rövidfilm)                                   | Dunniger               |                 |
| 2007 | Nora Roberts: Kék füst               | Blue Smoke                                               | John Minger            | Rosta Sándor    |
| 2012 |                                      | Table for Three                                          | Robert Morton          |                 |
| 2013 | Túl a csillogáson                    | Behind the Candelabra                                    | Bob Black              |                 |
| 2013 |                                      | NFL Training Video: How Not to Murder People (rövidfilm) | bíró                   |                 |
| 2013 |                                      | Untitled Bounty Hunter Project                           | Pete                   |                 |

Sorozatok
| Év        | Magyar cím                               | Eredeti cím                         | Szerep                       | Megjegyzések                                                                               |
| --------- | ---------------------------------------- | ----------------------------------- | ---------------------------- | ------------------------------------------------------------------------------------------ |
| 1986      |                                          | My Sister Sam                       | Peter Strickland             | 1 epizód                                                                                   |
| 1986      |                                          | The Disney Sunday Movie             | Jeffrey Wilder               | 1 epizód                                                                                   |
| 1986–1987 |                                          | Gung Ho                             | Hunt Stevenson               | 9 epizód                                                                                   |
| 1986–1988 |                                          | Designing Women                     | Ted Shively                  | 5 epizód                                                                                   |
| 1987      |                                          | CBS Summer Playhouse                | Dr. Paul Sanderson           | 1 epizód                                                                                   |
| 1987      |                                          | Matlock                             | Jeb Palmer                   | 2 epizód                                                                                   |
| 1988      |                                          | Eisenhower and Lutz                 | Barnett M. "Bud" Lutz, Jr.   | 13 epizód                                                                                  |
| 1989–1993 | Quantum Leap – Az időutazó               | Quantum Leap                        | Sam Beckett                  | - főszereplő - rendező (3 epizód) - magyar hangja: - Galambos Péter                        |
| 1993–1996 |                                          | Murphy Brown                        | Peter Hunt                   | 13 epizód                                                                                  |
| 1994      |                                          | Dream On                            | Aaron Hendrick, emberrabló   | 2 epizód                                                                                   |
| 1995      | Idegen tűz                               | The Invaders                        | Nolan Wood                   | - minisorozat (2 epizód) - magyar hangja: - Forgács Gábor                                  |
| 1996–1997 | Mr. és Mrs. Smith                        | Mr. & Mrs. Smith                    | Mr. Smith                    | 13 epizód (vezető producer)                                                                |
| 1998      |                                          | Adventures from the Book of Virtues | Elbegast rablólovag (hangja) | 1 epizód                                                                                   |
| 2001–2005 | Star Trek: Enterprise                    | Star Trek: Enterprise               | Jonathan Archer              | - főszereplő - magyar hangja: - Jakab Csaba                                                |
| 2006–2010 | Christine kalandjai                      | The New Adventures of Old Christine | "Papa Jeff" Hunter           | 4 epizód                                                                                   |
| 2007      |                                          | American Body Shop                  | Maury                        | 1 epizód                                                                                   |
| 2008      | Boston Legal – Jogi játszmák             | Boston Legal                        | Jack Ross                    | 1 epizód                                                                                   |
| 2008      |                                          | State of the Union                  | Chris Fulbright              | 4 epizód                                                                                   |
| 2009–2010 | Chuck                                    | Chuck                               | Stephen J. Bartowski         | 7 epizód                                                                                   |
| 2009–2011 |                                          | Men of a Certain Age                | Terry Elliott                | főszereplő (22 epizód)                                                                     |
| 2012      | Született feleségek                      | Desperate Housewives                | Trip Weston                  | 5 epizód                                                                                   |
| 2012      | Family Guy                               | Family Guy                          | önmaga                       | 1 epizód                                                                                   |
| 2012      | Esküdt ellenségek: Különleges ügyosztály | Law & Order: Special Victims Unit   | Kent Webster                 | 1 epizód                                                                                   |
| 2013      | Két pasi – meg egy kicsi                 | Two and a Half Men                  | Jerry                        | 1 epizód                                                                                   |
| 2014      |                                          | Caper                               | Pete Blue                    | 2 epizód                                                                                   |
| 2014–2015 |                                          | Looking                             | Lynn                         | 8 epizód                                                                                   |
| 2014–2017 | NCIS                                     | NCIS                                | Dwayne Pride                 | vendégszereplő (4 epizód)                                                                  |
| 2014–2021 | NCIS: New Orleans                        | NCIS: New Orleans                   | Dwayne Pride                 | - főszereplő és (vezető) producer - magyar hangjai: - Bede-Fazekas Szabolcs - Epres Attila |
| 2016      |                                          | Brothers Take New Orleans           | önmaga                       | 1 epizód                                                                                   |
| 2017      |                                          | Cash Cab                            | önmaga                       | 1 epizód                                                                                   |
| 2017      | Felhőtlen Philadelphia                   | It's Always Sunny in Philadelphia   | önmaga                       | 1 epizód                                                                                   |
| 2019      | A Simpson család                         | The Simpsons                        | önmaga (hangja)              | 1 epizód                                                                                   |
| 2021      | Hétköznapi vámpírok – A sorozat          | What We Do in the Shadows           | önmaga                       | 1 epizód                                                                                   |
| 2022      |                                          | Unbroken                            | Ash Holleran                 | 1 epizód                                                                                   |